# The Daredevil
The Daredevil is een Amerikaanse westernkomedie uit 1920. De stomme film is verloren gegaan.

## Verhaal
De rijke spoorwegmagnaat Buchanan Atkinson (George Hernandez) stuurt zijn eigenzinnige zoon Timothy (Tom Mix) naar een ruige stad in het westen om telegrafist te worden. Eenmaal aangekomen wordt hij verliefd op Alice Spencer (Eva Novak) van wie haar vader, vanwege een groot aantal overvallen, zijn baan bij de spoorwegmaatschappij dreigt kwijt te raken. Om zijn liefde voor Alice te bewijzen, besluit Timothy de bandieten op te sporen. Hij vindt hun schuilplaats en ontdekt dat ze Alice willen ontvoeren en via de Mexicaanse grens willen ontsnappen. Timothy redt haar, brengt de gestolen buit terug en wordt de held van de stad.

## Rolverdeling

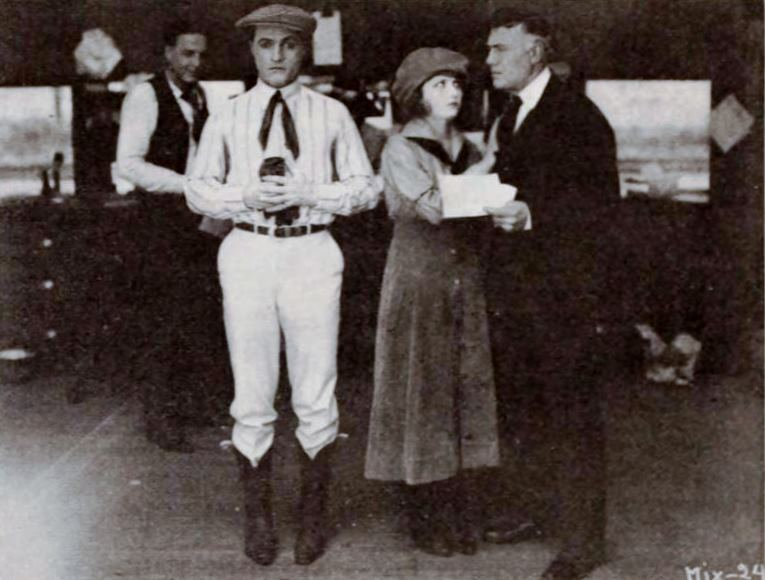
Scène uit de film

| Acteur            | Personage              |
| ----------------- | ---------------------- |
| Tom Mix           | Timothy Atkinson       |
| Eva Novak         | Alice Spencer          |
| Charles K. French | Ralph Spencer          |
| Lee Shumway       | Gilroy Blake           |
| Sid Jordan        | Black Donlin           |
| Lucille Younge    | "Mazie"                |
| Lafe McKee        | Sheriff, Coyote Flats  |
| Pat Chrisman      | Mexicaanse schurk      |
| George Hernandez  | Buchanan Atkinson      |
| Harry Dunkinson   | Eigenaar van een ranch |